# Arc-sous-Montenot
Arc-sous-Montenot település Franciaországban, Doubs megyében. Lakosainak száma 228 fő (2022. január 1.). Arc-sous-Montenot Villeneuve-d’Amont, Villers-sous-Chalamont, Dournon és Lemuy községekkel határos.

## Népesség
A település népességének változása:
| Lakosok száma | 249  | 232  | 216  | 226  | 219  | 207  | 195  | 214  | 224  | 228  |
|               | 1968 | 1982 | 1990 | 2006 | 2013 | 2015 | 2017 | 2019 | 2020 | 2022 |